# 心理学史
心理学科學化前有着悠久的历史。早期一直是属于哲学的范畴，直到1879年德国生理学家威廉·馮特在莱比锡大学建立了第一个心理实验室，標誌着现代心理学的开端。冯特也是第一个将自己称为“心理学家”的人。
正如赫爾曼·艾賓浩斯說：「心理學有著悠久的過去，但只有短暫的歷史。」
文化大革命时期，心理学被认为是资产阶级伪科学

## 心理学史

### 中國古代心理學史
中國古代認為人的性情思想是由一定的器官承擔的，並且其活動會在器官上反映出來，如“心之官則思”（《孟子》），“人精在腦”、“頭者神之所居”（《春秋元命苞》）。“神形合一”、“形神相印”等思想在《黃帝內經》等涉及醫學心理的著作中有很多闡述和應用。

### 西方古代心理学史

#### 西方上古心理学史
西方的上古心理學史（哲學心理學）一般認為是起始於公元前322年至十五世紀的文藝復興為止。
主要的代表人物有柏拉圖、亞里士多德。
柏拉圖的二元並存理念強調人性有兩個世界，一為身體所處之現實世界，一為靈魂所處之理性世界，並主觀的認為靈魂在理性、感情及慾望三者間的關係是以理性為中心，有學者認為其影響後來弗洛伊德的本我、自我與超我。而其也提出了對於知識來源問題的解釋，強調知識是先天俱備。
亞里士多德對於心身關係的解釋與研究方法影響後來十九世紀的心理學，其提出的一元論否定柏拉圖的二元論。對於知識來源的問題，不同於柏拉圖的知識源自先天俱備，提出實在論（realism），強調知識由後天習得。實在論對於十七世紀的經驗主義有深遠的影響。

#### 中世紀心理学史
早在8世紀時，伊斯蘭世界就已經開始設有精神病院（insane asylums），而伊斯蘭的醫師更開始研究及發展「思想的疾病」的治療方法
。這些研究都成為了心理學的先驅研究。

### 近代心理学史
近代心理學史一般認為起始於十五世紀的文藝復興運動之時至十九世紀末實驗心理學家馮特創立構造主義為止。
主要的代表人物有笛卡爾、斯賓諾莎、萊布尼茲、康德等。
其間的流變主要在於改變之前基督教經院學派所強調的以神為中心，改以探討人性，文藝復興運動其間產生的三大學派，分別是理性主義、經驗主義與浪漫主義，其探討的心身關係、天性與教養、知識來源、自由意志與決定論這四大議題，對於後來的心理學產生深遠的影響，並在後期產生了以人為本為研究重點的學者，例如繆勒就是一位以人為本的實驗心理學家。

### 现代心理学史
現代心理學一般認為是起始於十九世紀末馮特的結構主義，歷經精神分析、行為主義等，一直到近期的認知主義，然而在行為主義盛行時被抵制的理性主義隨著認知科學的進步而再度興起，之前因技術問題而無法深入探討的內在認知歷程再度受到重視。
現代心理學早期由馮特（Wilhelm Wundt）於德國萊比錫大學創立首間心理學實驗室而興起，及後首位美國心理學家威廉·詹姆士編寫美國首本心理學教科書《心理學原理》，以及鼓吹將心理學專業化的斯坦利·霍爾於1887年創辦了《美國心理學雜誌》（American Journal of Psychology）及於1892年擔任第一屆的美國心理學會會長後，心理學開始在美國發展。而德國其後則發展出由马科斯·韦特墨所創立的格式塔學派，又稱為完形心理學。奧地利精神科醫生弗洛伊德於二十世紀初憑其臨床治療經驗中所創立的精神分析學亦對後來心理學發展具有深遠影響，尤其是在心理治療方面。
二十世紀早期的自然科學偏向機械式宇宙觀，因此當時的心理學家提出行為主義的研究方法，並認為不應探討意識這種無法量化且模糊不清的議題，其行為主義深受當時的學界風氣支持，且藉由行為主義方法得來的資料遠比精神分析方法得來的資料有說服力，而精神分析因其研究方法有太多的問題，且太過於主觀的判定，導致大多數的心理學家都急於與精神分析劃清關係，並不斷強調心理學不是研究意識的學問。行為學派的代表心理學家包括伊萬·巴甫洛夫、約翰·華生、史金納等。
行為主義盛行其間的心理學派，除了行為主義與精神分析外，還有從存在主義延申出來的存在心理學並進一步於二十世紀六零年代演變出人本主義心理學，被稱為除行為學派和精神分析以外，心理學上的「第三勢力」。人本主義的代表人物包括：卡爾·羅哲斯和亞伯拉罕·馬斯洛等。
二十世紀六、七十年代起，隨著醫療科技和實驗方的進步，例如EEG（脑电图）和MRI（磁共振成像）等技術的出現，為認知心理學、腦神經心理學等研究領域帶來高速的發展。另一方面， 社會心理學承繼完形心理學的基礎，以及二次大戰後的社會需要，亦成為了心理學研究上的一股新勢力。 社會心理學的代表人物包括：庫爾特·勒溫、菲臘·津巴多、所羅門·阿希等。
以上的學派都對現代心理學有深淺不一的影響，有些學派的理論內容可能已被推翻而只剩下一些名詞還被延用於心理學之中，有些學派的理念隨著科技的發展再度受到重視，因此心理學史是由不斷的嘗試錯誤與修正所累積下來的歷史。

## 地域
- 西方心理学史
  - 欧洲心理学史
  - 英国心理学史
  - 美国心理学史
- 东方心理学史
  - 中国心理学史
  - 印度心理学史
  - 日本心理学史
  - 阿拉伯心理学史